# Колісниченко Василь Єфремович
Васи́ль Єфре́мович Колісниче́нко (4 квітня 1915, Кропивницьке, нині Новоукраїнського району Кіровоградської області — 1 липня 1942) — радянський військовий льотчик часів Другої світової війни, пілот 573-го винищувального авіаційного полку 101-ї авіаційної дивізії ППО, молодший лейтенант. Герой Радянського Союзу (1943).

## Життєпис
Народився 4 квітня 1915 року в селі Кропивницькому, нині Новоукраїнського району Кіровоградської області, в родині робітника. Українець. З дитячих років мешкав у Кропивницькому. Закінчив школу № 7 та школу ФЗН у Кам'янському. 1936 року закінчив Кіровоградський будівельний технікум, працював на новобудовах Сталінграда.
До лав РСЧА призваний у серпні 1937 року. В липні 1941 року закінчив 7-у Сталінградську військову авіаційну школу льотчиків. Направлений пілотом 573-го винищувального авіаційного полку 101-ї авіаційної дивізії Воронезько-Борисоглібського дивізійного району ППО. Здійснив 93 бойових вильоти.
Особливо молодший лейтенант В. Є. Колісниченко відзначився 1 липня 1942 року при обороні Воронежа. Того дня авіаційна ланка, до складу якої він входив, вилетіла на перехоплення великої групи ворожих бомбардувальників. Вже пораненим в повітряному бою в обидві ноги, таранним ударом збив бомбардувальник He 111. Помер від ран і опіків у шпиталі м. Воронежа.
Похований у братській могилі на вулиці Юних натуралістів у Воронежі.

## Нагороди
Указом Президії Верховної Ради СРСР від 14 лютого 1943 року за зразкове виконання бойових завдань командування на фронті боротьби з німецькими загарбниками та виявлені при цьому відвагу і героїзм, молодшому лейтенантові Колісниченку Василю Єфремовичу присвоєне звання Героя Радянського Союзу (посмертно).
Також був нагороджений орденом Леніна.

## Пам'ять
На честь Василя Колісниченка названо одну з вулиць Воронежа, а на території військової частини встановлено меморіальну таблицю.